# Michael Hishikushitja
Michael Ndapamapedu Hishikushitja (22 de noviembre de 1953 - 27 de septiembre de 2001) era un parlamentario  namibio.
Hishikushitja nació y creció en Onamunama, cerca de la frontera con Angola, en la región de Ohangwena de Namibia. En el decenio de 1970 asistió a la escuela de la «Misión de Santa María» en Odibo, donde más tarde también trabajó como profesor hasta que se cerró en 1979. Espiaba para el «Ejército Popular de Liberación de Namibia», el brazo armado de la SWAPO, y ayudaba a las personas que querían cruzar la frontera con Angola.
En 1979 asumió un cargo como profesor de inglés en Engela para el Consejo de Iglesias en Namibia. Cuando la administración sudafricana supo de su participación política, se vio obligado a trasladarse a Windhoek. La  Iglesia Anglicana lo envió al exilio británico donde completó una maestría en educación.
Después de la  independencia de Namibia, Michael Hishikushitja fue elegido Consejero Regional de la circunscripción de Oshikango, cargo que ocupó hasta su muerte. Cuando se formó el Consejo Nacional de Namibia en 1993, fue uno de los Consejeros Regionales elegidos para prestar servicio. Fue vicepresidente del primer Consejo Nacional, y jefe de la SWAPO del segundo. También fue miembro de la «Asociación Parlamentaria del Commonwealth», y presidente del Comité Permanente de Asuntos Constitucionales y Jurídicos.
Hishikushitja estaba casado y tenía dos hijas. Murió de un ataque al corazón poco antes de cumplir 48 años. Sam Nujoma, entonces Presidente de la República de Namibia, habló en su funeral, llamándolo uno de los jóvenes parlamentarios más activos y efectivos de Namibia.